# 塚本信夫
塚本 信夫（つかもと のぶお、1933年〈昭和8年〉5月7日 - 1996年〈平成8年〉10月1日）は、日本の俳優。本名は同じ。身長170cm、体重73kg。東京府出身。成城学園高等学校卒業。芸能プロダクションのエム・スリーに所属していた。

## 来歴・人物
俳優座養成所の第4期生（同期には中谷一郎、仲代達矢、佐藤慶、佐藤允、宇津井健らがいる）。
養成所を卒業後、劇団三期会(後の東京演劇アンサンブル)に入団、劇団の中心メンバーとして活躍。1965年1月の時点では劇団の代表を務めていた。
1980年代初頭に一度劇団を離れるが、1988年の岸田國士作品連続公演より客演として劇団に復帰する。
1993年には東京演劇アンサンブルによるチェーホフの『かもめ』のロシア公演にて、ドールン役でモスクワ芸術座の舞台に立った。
「ウルトラシリーズ」や「仮面ライダーシリーズ」では、いずれも小林昭二の後継者的な役柄でレギュラー出演している（『仮面ライダー (スカイライダー)』『仮面ライダースーパー1』での谷源次郎役での起用は、小林の推薦によるものである。塚本自身は起用の理由は知らされておらず、後に小林の推薦を知ったという）。『帰ってきたウルトラマン』では第22話を最後に途中降板している（後任は根上淳）。降板理由は舞台出演・放送回数が延びたため、などの憶測が飛び交ったものの、いずれもその理由ではないことが後の番組出演者の対談記事によって判明したが、真相は語られていない。
1996年10月1日15時04分、広渡常敏演出による東京演劇アンサンブルで上演予定のベケットの『芝居』の稽古中に倒れ、脳内出血のため死去した。63歳没。小林昭二の訃報からわずか35日後だった。

## 出演作品

### テレビドラマ
- 夫婦百景 第8話「学生夫婦」（1958年、KTV）
- 青空通り（1959年 - 1960年、CX）
- 松本清張シリーズ・黒の組曲（NHK）
  - 第26話「濁った陽」（1962年）
  - 第39話「凶器」（1963年）
- 連続テレビ小説（NHK総合）
  - あかつき（1963年）
  - 澪つくし（1985年） - 谷川部長（衛生部）
  - はね駒（1986年） -　浜田義久
- 二人の星（1965年 - 1966年、TBS） - 森金
- 若者たち（1966年、CX）
- ウルトラシリーズ（TBS / 円谷プロ） 
  - ウルトラQ 第10話「地底超特急西へ」（1966年） - 相川教授
  - 帰ってきたウルトラマン 「第1話から第22話までの全作品」（1971年、TBS） - 加藤隊長
- 三匹の侍（CX）
  - 第4シリーズ
    - 第1話「吠えろ剣」（1966年） - 丑松
    - 第24話「一匹狼」（1967年） - 工藤

  - 第6シリーズ 第16話「死にたい女」（1969年） - 役人
- 日高川（1967年、TBS） - 多聞
- 男はつらいよ（1969年、CX） - 岡村亀雄
- 無用ノ介 第19話「明日に生きる無用ノ介」（1969年、NTV / 国際放映）
- サインはV（1969年、TBS / 東宝）
- ケンちゃんトコちゃん（1970年 - 1971年、TBS / 国際放映） - 平山太郎
- 妻ふたたび（1972年、TBS）
- 荒野の素浪人 第36話「策謀 魔の凶悪犯護送」（1972年、NET / 三船プロ） - 井川甚三郎
- ポーラテレビ小説 / 吉井川（1972年 - 1973年、TBS） - 石黒清吾
- 科学捜査官 第14話「ある愛の帰結」（1974年、KTV / 松竹） - 山形
- 愛ぬすびと（1974年、THK）
- 水戸黄門（TBS / C.A.L）
  - 第5部 第10話「恋にかける天の橋立 -宮津-」（1974年） - 寅吉
  - 第6部 第21話「ど根性河内節 ‐八尾‐」（1975年） - 藤七
  - 第14部 第22話「主人を救った献上銘菓 -長岡-」（1984年） - 新助
  - 第19部 第19話「人情娘馬子唄 -郡上八幡-」（1990年） - 弥兵衛
  - 第20部 第4話「偽黄門は正義の味方 -島田-」（1990年） - 長左衛門
  - 第24部 第36話「嫁を認めた天明茶釜 -佐野-」（1996年） - 弥左衛門
- 夜明けの刑事 第32話「学校の先生の秘密!!」（1975年5月28日、TBS / 大映テレビ） - 庶務課長・石毛春雄
- 伝七捕物帳 第87話「夢に涙の子守唄」（1975年、NTV） -吉次
- 非情のライセンス 第2シリーズ 第95話「兇悪のめぐり逢い」（1976年、NET / 東映） - 佐伯達治
- Gメン'75 第134話「移動交番爆破事件」（1977年、TBS / 東映） - 草野刑事の兄
- 消えた巨人軍第2話（1978年、NTV/東映）‐東京駅専務車掌
- 大河ドラマ（NHK）
  - 元禄太平記（1975年） - 牟岐平右衛門
  - 花神（1977年） - 寺島宗則
  - 春の波涛（1985年） - 酒井良明
  - 独眼竜政宗（1987年） - 中目式部
  - 信長 KING OF ZIPANGU（1992年） - 内藤勝介
  - 秀吉（1996年） - 安藤守就
- 桃太郎侍（NTV / 東映） ※高橋英樹版
  - 第65話「桃太郎一家のお正月」（1978年） - 右平次
  - 第97話「夫婦喧嘩を喰った鬼」（1978年） - 三枝光三郎
  - 第131話「母子涙の別れ道」（1979年） - 望月郡兵衛
  - 第164話「お袋さんと呼ばれたい」（1979年） - 但馬政直
  - 第175話「嘘からでた親孝行」（1980年） - 相模屋徳兵衛
  - 第182話「命を賭けた恋だった」（1980年） - 文次親分
- 大岡越前 第5部 第11話「白洲に哭いた母二人」（1978年4月17日、TBS / C.A.L） - 佐二郎
- 達磨大助事件帳 第25話「流転のかんざし」（1978年、ANB / 前進座 / 国際放映） - 与平
- 若さま侍捕物帳 第2話「参上!! 男の花道」（1978年、ANB / 前進座 / 国際放映）
- 遠山の金さん ※杉良太郎版 第2シリーズ 第5話「白洲に咲かせた父娘花」（1979年、ANB / 東映） - 弥助
- 長七郎天下ご免! 第9話「雪どけを待つ女」（1979年、ANB / 東映）
- そば屋梅吉捕物帳 第13話「涙雨殺し人別帳」（1979年、12ch / 国際放映） - 伊豆屋
- 鉄道公安官 第24話「少年に太陽を・眼球を探せ!」（1979年、ANB / 東映） - 梶村
- 仮面ライダーシリーズ（MBS / 東映） - 谷源次郎
  - 仮面ライダー（スカイライダー）（1979年 - 1980年）第14話「ハエジゴクジン 仮面ライダー危機一髪」 - 第54話「さらば筑波洋！8人の勇士よ永遠に...」
  - 仮面ライダースーパー1（1980年 - 1981年）
- ザ・ハングマン（ABC / 松竹芸能）
  - ザ・ハングマンII 第17話「クイズ!? 電気ショックの恐怖」（1982年） - 中沢民雄（光進電機技術開発部長）
  - 新ハングマン（1983年）
    - 第5話「清純派女優を汚す敏腕プロデューサー」 - 中原徹夫（映画評論家）
    - 第19話「浮浪者を襲う医大教授と浮気夫人」 - 高原雄三（東都医科大学教授・外科部長）
- スクール☆ウォーズ （1984年、TBS / 大映テレビ） - 川浜市教育委員長
  - 第1話「それは涙で始まった」
  - 第9話「愛ってなんだ」
- 気分は名探偵 第24話「圭介のゴーストバスター?」（1985年、NTV / ユニオン映画） - 吉原建作
- 太陽にほえろ!（NTV / 東宝）
  - 第652話「相続ゲーム」（1985年） - 荻尾秋生
  - 第682話「揺れる生命」（1986年） - 宮原医師
- 金曜女のドラマスペシャル / 京都紫野殺人事件（1986年、CX）
- 銀河テレビ小説 / まんが道（1987年、NHK） - 福島業務局長 役
- 夏家族（1987年、THK）
- 火曜サスペンス劇場（NTV）
  - 盲目のピアニスト（1987年、東宝）
  - ズームイン!!朝!殺人事件（1988年、国際放映）
  - あしながおじさん殺人事件（1989年11月14日、映像プロデュース） - 塾長
  - 女医の殺人（1991年4月30日、総合プロデュース） - 教授
  - 取調室（1994年4月19日、宝映企画） - 唐沢峻一（捜査本部長）
- ジャングル 第25話「若い野獣たち」（1987年、NTV / 東宝）
- 絆（1987年10月24日、NHK） - 藤枝校長
- 飢餓海峡（1988年、CX）
- 直木賞作家サスペンス / 死の証人（1989年、KTV / 東宝） - 刑事
- ゴリラ・警視庁捜査第8班 第12話「危険地帯」（1989年、ANB / 石原プロ）
- 天までとどけ1 - 6（1991年 - 1997年、TBS） - 丸山修平
- 検事・若浦葉子 第4話「小さな折鶴が明かす公金横領に隠された哀しい女心」（1991年、NTV）
- 岡っ引どぶ 第6話「出湯の里殺人事件」（1991年、CX / 映像京都）
- 花王ファミリースペシャル「千代の富士物語」（三部作）（1991年 - 1992年、CX）
- さすらい刑事旅情編IV 第17話「東京駅、消えた凶器 証言を拒んだ男」（1992年、ANB / 東映） - 岸田
- 愛という名のもとに（1992年、CX） - 宮崎教頭（最終回）
- 同窓会（1993年、NTV）
- 銭形平次 第3シリーズ 第12話「不運な夜」（1993年、CX） - 山城屋  ※北大路欣也版
- グッドモーニング（1994年、CX）
- 若者のすべて（1994年、CX） - 青柳英俊
- 家なき子（1994年、NTV） - 永井秀雄（医師）
- 江戸を斬るVIII 第9話「桜吹雪の大芝居」（1994年、TBS / C.A.L） - 上州屋 ※里見浩太朗版
- 鬼平犯科帳 第5シリーズ 第12話「艶婦の毒」（1994年） - 浦部源六郎 ※中村吉右衛門版
- 寝たふりしてる男たち（1995年、YTV）
- 家なき子2（1995年、NTV） - 永井秀雄（医師）
- 月曜ドラマスペシャル（TBS）
  - 小池真理子サスペンス「姥捨ての街」（1994年8月8日、国際放映） - 宮里清一 役
  - 浅見光彦シリーズ 第4作「佐渡伝説殺人事件」（1995年） - 三輪昭二 役
- ハートにS / ホームレスブルース（1995年、CX）
- みにくいアヒルの子 第1話「涙の一番星」（1996年、CX） - 女満別市音根別小学校校長
- 幸福の予感（1996年、CX） - 木村公平 役
- コーチ（1996年、CX） - 倉田専務 役

### 映画
- 荷車の歌（1959年、全国農村映画協会） - 虎男
- 海の恋人たち（1960年、松竹）
- 太陽を射るもの（1961年、現代ぷろだくしょん）
- 傷だらけの天使（1966年、日活） - 山崎隆男
- さらばモスクワ愚連隊（1968年、東宝） - 森島
- 若者は行く -続若者たち-（1969年、俳優座） - 塚本
- 家族（1970年、松竹） - 沢亮太
- 東宝チャンピオンまつり
  - 「帰ってきたウルトラマン」（1971年7月24日公開） - 加藤隊長
  - 「帰ってきたウルトラマン・竜巻怪獣の恐怖」（1971年12月12日公開） - 加藤隊長
- 人間であるために（1974年、新映画協会） - 坂本
- 天保水滸伝 大原幽学（1976年、富士映画） - 渡辺園十郎
- あしたの火花（1977年、共同映画） - 神尾
- 皇帝のいない八月（1978年、松竹）
- 仮面ライダースーパー1（1981年、東映） - 谷源次郎
- ひめゆりの塔（1982年、東宝） - 仲栄間先生
- ボビーに首ったけ（1985年、東映） - 野村保
- 遊びの時間は終らない（1991年、アルゴプロジェクト） - 平田和夫
- 家なき子（1994年、東宝） - 永井秀雄（医師）

### 舞台
- 海鳴りの底から（1963年 - 1964年、劇団三期会） -　大江源右衛門[10][11]
- 人間蒸発（1964年、劇団三期会） - 死人A[11]
- 母（1964年、劇団三期会） - イワン・ウエツソウチコフ[11][注釈 2]
- 男は男だ（1964年、三期会） -　ジェス・マホニー[12][11]
- 愛と死の戯れ（1966年、三期会） -　クロード[12]
- 蛙昇天（1968年、三期会）
- グスコーブドリの伝記（1970年・1971年、東京演劇アンサンブル）
- 第三帝国の恐怖と貧困（1973年、東京演劇アンサンブル）
- かもめ (1973年、1980年、1991年、1993年、東京演劇アンサンブル) - トリゴーリン[13]
- オットーと呼ばれる日本人（1976年、東京演劇アンサンブル）
- オホーツクの女（1979年、東京演劇アンサンブル）
- 古い玩具（1988年、東京演劇アンサンブル）
- 真夏の夜の夢 (1993年、東京演劇アンサンブル)
- 真実の学校 (1994年、東京演劇アンサンブル)

### テレビアニメ
1966年
- ジャングル大帝（モア）

### 吹き替え

#### 洋画
- 子鹿物語（エズラ（ペニー）・バクスター〈グレゴリー・ペック〉）※日本テレビ版
- 大反撃（ベックマン大尉〈パトリック・オニール〉）
- ティファニーで朝食を（ドク・ゴライトリー〈バディ・イブセン〉）※フジテレビ版

#### 海外ドラマ
- 刑事バレッタ
- 少年ミステリーシリーズ「ナンシー・ドルー」

### 人形劇
- ひげよさらば（1984年4月-1985年3月、NHK）　カギバナ（声の出演）

### その他
- 世界まるごとHOWマッチ（声の出演）